# 不動院 (台東区寿)
不動院（ふどういん）は、東京都台東区にある真言宗智山派の寺院。

## 歴史
1611年（慶長16年）に開山された。元々は八丁堀に位置していたが、1635年（寛永12年）に現在地に移転した。
当寺の本尊の不動明王は、奈良時代の良弁の作といわれている。
平戸藩松浦氏より、多くの仏像が寄進されており、江戸における松浦氏の祈願所となっていた。

## 交通アクセス
- 田原町駅より徒歩4分（経路案内）。